# عبد الحميد البلوشي
عبد الحميد البلوشي ممثل إماراتي بدأ حياته الفنية منذ أيام الدراسة وأول مبادرة له كانت اشتراكه في الإذاعة المدرسية ثم التحق بجماعة المسرح الفرنسي وبعدها أخذ خطواته إلى مسرح الفجيرة القومي في 1986 وكانت بداياته فيه باشتراكه في بعض الحفلات التي كانت تقام بمناسبة الأعياد وبعدها اشترك بعمل مسرحي شارك في أيام الشارقة المسرحية وهو العصافير تبني أعشاشها وحاز جائزة أفضل عمل متكامل وهكذا توالت الأعمال حتى عام 1999.   

## أعماله
| سنة الإنتاج | المسلسل           | الشخصية | بمشاركة                                                        |
| ----------- | ----------------- | ------- | -------------------------------------------------------------- |
| 1998        | دارت الأيام       |         | حسين المنصور، محمد المنصور علي جمعة،فاطمة الحوسني              |
| 1999        | الكفن             | فرحان   | سميرة أحمد، سيف الغانم،محمد العامري، أحمد الجسمي، مرعي الحليان |
| 2004        | سرى اليل          | بو شراع | حبيب غلوم، خالد البريكي،هيفاء عادل،محمد الجناحي                |
| 2010        | بنات شما          |         | أمل محمد، هدى الغانم، فاطمة الحوسني، سميرة أحمد                |
| 2010        | ما أصعب الكلام    |         | مرعي الحليان، غازي حسين، ياسر المصري                           |
| 2010        | الغافة            |         | ليلى السلمان، سيف الغانم                                       |
| 2012        | ريح الشمال        |         | سيف الغانم، مرعي الحليان، محمد المنصور                         |
| 2013        | يامن هواه         |         | هدى الخطيب، أحمد الجسمي، عبد الله عبد العزيز (ممثل)            |
| 2014        | وديمة وحليمةجزئين |         | مرعي الحليان، سعاد علي،ملاك الخالدي                            |
| 2014        | تحالف الصبار      |         | شيلاء سبت، إبراهيم الحربي                                      |
| 2014        | دكة الفريج        |         | مرعي الحليان،أحمد الجسمي،فخرية خميسأحمد الانصاري               |
| 2015        | القياضة           |         | حسن رجب                                                        |

| سنة الإنتاج | المسرحية         | الشخصية | بمشاركة |
| ----------- | ---------------- | ------- | --- |
| 2015        | شنينة أم السحورة |         | إسماعيل سرور، شعبان عباس، هدى الغانم، عماد العكاري                                                          |
| 2023        | المبدعون         |         | دلال شرايبي، خميس اليماحي، عبدالحميد البلوشي، رنيم، فاطمة البستكي، محمد اليعربي، عفراء الغامدي، ميرة القصاب |

| سنة الإنتاج | الفلم         | الشخصية | بمشاركة                                              |
| ----------- | ------------- | ------- | ---------------------------------------------------- |
| 2006        | عقاب          |         | عبد المحسن النمر، سميرة أحمد، حبيب غلوم              |
| 2008        | مراسي \|      |         | حبيب غلوم, فاي , صوغة، إيمان حسين، سعيد الشرياني     |
| 2006        | حنين          |         | موزة المزروعي، ناجي خميس، شهد الياسين، جمعان الرويعي |
| 2016        | ضحي في أبوظبي | مهدلي   | ملاك الخالدي، سعيد سالم، أحمد الانصاري، حسن حسني     |